# Patacón (gastronomia)
|  | Aquest article tracta sobre el plat llatinoamericà. Vegeu-ne altres significats a «Patacó». |

El patacón és un menjar a base de trossos aplanats fregits de banana verda. És un plat popular a diversos països llatinoamericans com Colòmbia, Panamà, la regió costanera de l'Equador, Hondures, Nicaragua, Costa Rica i Veneçuela (Zulia). A Cuba, República Dominicana i Puerto Rico es coneix com a tostón. També es fan tostones del panapén verd, fruit de l'arbre de pa o Artocarpus altilis.